# Телескоп
Телескоп (грчки: теле = далеко, скопеин = гледати, τηλεσκόπος - телескопос) је инструмент који омогућава посматрање удаљених објеката у целом спектру електромагнетног зрачења тако да ствара повећану слику или појачани сигнал посматраног извора који се проучава, и као такав, има две функције: да сакупи што већу количину електромагнетног зрачења како би обухватио што већи број тачака (детаља) посматраног објекта и да својом раздвојном моћи, што више раздвоји слике или сигнале блиских тачака посматраних објеката. Обе функције су у сврху објективизације посматраног(што тачније приказивање реалности). За детектор телескопа се најпре користило само око, међутим са појавом фотографске емулзије, развијали су се и начини за детекцију. Данас се већином користе CCD камере као и сложени компјутеризовани електронски пријемници.
Телескоп је мерни инструмент за астрономско проматрање и проучавање електромагнетнога зрачења далеких небеских тела, често опремљен додатним инструментима као што су фотометар, интерферометар и спектроскоп. Према подручју електромагнетних таласа назива се оптички телескоп, радио телескоп, рендгенски телескоп, гама телескоп, телескоп за инфрацрвено зрачење, телескоп за ултраљубичасто зрачење и други. Како би се умањили утицаји временских прилика и светлоснога загађења на астрономска проматрања, опсерваторије се граде на пустим местима с много ведрих дана у години или се, када се истражују електромагнетни таласи за које је Земљина атмосфера слабо пропусна или непропусна, или пак када је потребно извести прецизна снимања без икаквих атмосферских утицаја, постављају на астрономске сателите.
Основни астрономски инструмент је телескоп, који се покреће у две међусобно окомите равни. За одређивање смерова у тим равнинама служе угломери. Сам монокулар има задатак да олакша проналажење (визирање) небеског тела. Пре проналаска телескопа у ту су сврху служиле визирне линије, које су биле изведене чисто механички. Осе, око којих се телескоп покреће и равни у којима се покреће, постављају се или у систему хоризонтског координатног система, или у систему небеског екваторског координатног система. У првом случају постављање телескопа је алтазимутско, у другом случају екваторско или паралактичко. У астрометрији астрономски инструменти примењују алтазимутну уградњу.
Задатак је телескопа да предмете који се због велике даљине виде под малим видним углом прикажу у великом видном углу. Они се деле на рефракторе и рефлекторе. Рефрактори се састоје само од оптичких лећа на којима се зраци светлости ломе, па им је одатле и име. Рефлектори имају конкавна (удубљена) огледала на којима се светлост рефлектује (одбија).

## Историја
Први телескопи су по конструкцији били рефрактори, а појавили су се почетком 17. века у Холандији. Ханс Липершеј је 1608. године пријавио патент за откриће телескопа, али је одбијен јер су сличне инструменте презентирали и други оптичари - Захаријас Јансен и Јакоб метиус. Галилео Галилеј, иако није изумитељ првог телескопа, унапредио му је оптичку конструкцију 1609. те га је међу првима употребио у астрономији. Галилеови телескопи имали су пречник леће од 2 до 3 центиметра и повећање између 15x и 20x, али врло уско видно поље. Већ почетком 1610. њиме је направио велика открића. Утврдио је да на Месецу постоје планине те да планета Венера показује фазе као Месец. Уочио је пеге на Сунцу и помоћу њих измерио време његове вртње (ротације). Открио је четири највећа Јупитерова месеца (Галилејански месеци), а први је разлучио Млечну стазу као мноштво звезда.
Убрзо након рефрактора почело се размишљати о конструкцији телескопа који ће уместо оптичке леће имати огледало за скупљање светлости те имати боља оптичка својства. И. Њунтн је 1668. направио први телескоп са огледалом. Такав тип телескопа и у данашње време носи његово име - Њутнов рефлектор. Њутнови рефлектори немају оптичку погрешку хроматске аберације, али је рефлективност тадашњих огледала била врло мала - свега 50-60% светлости би након рефлексије од примарног огледала долазило до окулара. Рефлектори су тек у 19. веку добили сребрне премазе на огледалима, а почетком 20. века почињу се радити прва алуминизирана огледала. Први радио телескоп пуштен је у рад 1937.

## Подела

### Оптички телескопи
Оптички телескопи се разликују према начину стварања слике. То су:
- рефрактори
- рефлектори
- катадиоптери

Рефрактори користе лећу за скупљање светлости. Ломом светлости (рефракцијом) на површинама оптичке леће слика долази у жариште. Савремени телескопи могу бити ахроматски и апохроматски. Ахроматски телескоп има конструкцију леће од барем два елемента како би се смањила хроматска аберација. Апохроматски телескоп има лећу од посебних врста стакла с малим индексом лома како би све таласне дужине видљивог дела светлости на истом месту биле у жаришту те се потпуно уклонила хроматска аберација.
Рефлектори користе огледало за скупљање светлости које се одбија (рефлектира) од његове површине. Огледало се налази на дну оптичке цеви, а зраци долазе до дијагоналног огледала које под углом од 90° одбија светлост до окулара на врху оптичке цеви. Будући да не раде на принципу лома светлости рефлектори немају хроматску аберацију. Профил огледала је најчешће парабола како би се смањила сферна аберација.
Катадиоптери за скупљање светлости користе систем лећа и огледала. Таква конструкција омогућава велику жаришну даљину унутар релативно кратке оптичке цеви. Зависно од положаја лећа и огледала постоје многе врсте катадиоптера. У аматерској астрономији најчешће се користе Шмидт-Касегрејн, Максутов-Касегрејн те Ричи-Кретјен. Највећи светски телескопи су већином катадиоптери. Свемирски телескоп Хабл је катадиоптер типа Ричи-Кретјен.

### Радио телескопи
Радио телескоп је астрономски инструмент за прихват и мерење јачине свемирских радио таласа. Састоји се од антене, пријемника с појачалом и електронских рачунара за анализу и похрану података. Антене могу бити полуталасни дипол, такозвана Јагијева антена, или дипол у жаришту удубљенога колектора који је најчешће параболоиднога облика. По типу рада, радио телескопи се деле на оне с радио интерферометрима, с групном антеном и с рефлексијским огледалом. Мере рефлексијског огледала морају бити што веће како би се постигло боље разлучивање. Будући да су таласне дужине радио таласа и до 100 000 пута веће од таласних дужина видљиве светлости, потребне су антене с пречником од неколико десетака метара како би се добила моћ разлучивања од неколико ступени, док оптички телескопи с пречником огледала од приближно 1 метар могу раздвојити (регистрирати као два) изворе међусобно удаљене мање од једне лучне секунде. Због тога све више у употребу улазе прва два типа радио телескопа, којима није услов велика рефлектујућа антена. Код интерферометарскога типа у најједноставнијем случају користе се две антене удаљене неколико десетака или стотина километара, које су током рада међусобно фазно кохерентне (дугобазична интерферометрија). Размак између две антене има тада исту улогу коју у телескопу с једним огледалом има пречник површине огледала. Проблем је одржавање фазне кохеренције на антенама због велике дужине водича који их спајају. Тај се размак може битно смањити употребом већег броја антена на релативно малом простору (групна антена). Оне такође морају бити међусобно у фази те заузимати правилан распоред (у облику крста, круга, слова Y и тако даље). Линеарне су димензије такве групне антене реда величине километра, а моћ је разлучивања неколико лучних минута.

### Гама телескоп
Гама телескоп у површинским слојевима изложеним зрачењу претвара гама зрачење у брзе електроне и позитроне и усмерава их према средњему слоју с јонизацијском комором у којој изазивају светлуцање, које се потом бележи у уређају за анализирање и претворбу слике у електронички облик.

### Рендгенски телескоп
Рендгенски телескоп усмерава рендгенско зрачење према жаришту и уређају за претварање слике у електронички облик помоћу металних огледала. Она су постављена готово успоредно с правцем гледања, јер се рендгенски зраци могу одбијати под углом од само неколико ступњева.

### Телескоп за ултраљубичасто зрачење
Телескоп за ултраљубичасто зрачење прикупља зраке вишеслојним огледалима која се, због тога што се ултраљубичасто зрачење тешко одбија, састоје свака од стотину наизменично постављених слојева силицијума и молибдена дебљине око 10 нанометара.

### Телескоп за инфрацрвено зрачење
Телескоп за инфрацрвено зрачење користи углавном полупроводничке претвараче слике у електронички облик прилагођене малим енергијама инфрацрвенога зрачења, а цели се телескоп хлади на ниске температуре како његово властито зрачење не би утицало на мерења.

## Аматерска астрономија
У аматерској астрономији већином се користе само оптички телескопи. Они су најчешће склопиви те се пре сваког астрономског опажања састављају, а након тога растављају и поновно спремају. Састоје се од: оптичке цеви, монтаже, и окулара.
Оптичка цев садржи оптички систем телескопа (лећу и/или огледало) те фокусер. У фокусер телескопа се стављају окулари - скуп лећа којима се повећава слика настала у жаришту телескопа. Повећање телескопа је однос жаришне дужине телескопа и жаришне дужине окулара изражених у милиметрима. Ипак, најважнија особина телескопа је скупљање што веће количине светлости удаљених објеката (звезда, маглица и галаксија), а не њихово повећање. Према томе, телескоп већег пречника објектива омогућава да објекти у њему буду сјајнији те ће се видети тамније звезде (већа гранична магнитуда). Разлучивост телескопа (способност распознавања два блиска објеката) такође зависи од његовог пречника. Телескоп већег пречника може да разлучи блиске двојне звезде и више детаља на планетама независно од повећања телескопа. Максимално корисно повећање телескопа је отприлике 2x пречника објектива у милиметрима. Према томе, јефтини телескопи пречника објектива 60 mm могу поднети максимално повећање од 120x, а 200 mm телескоп 400x. У пракси се таква повећања врло ретко користе.